# Паланджи, Иса
Иса Ахмед Паланджи (араб. عيسى أحمد بالانجي‎; род. 21 февраля 1999, Катар) — катарский футболист, нападающий клуба «Катар СК» и сборной Катара (до 20 лет).

## Клубная карьера
Воспитанник «Катар СК». С 2018 года выступает за клуб в катарской Старс-лиге. 17 ноября 2018 года дебютировал за основной состав команды в матче кубка Старс-лиги с «Аль-Араби». В этом же матче он забил первый гол за клуб. Мяч, забитый на 78-й минуте, принёс его команде победу.
Первую игру в чемпионате Катара провёл 23 ноября с «Аль-Ахли». Паланджи вышел в стартовом составе и на 58-й минуте был заменён на Хуссейна Али. Встреча завершилась минимальной победой «Аль-Ахли», благодаря реализованному Найджелом де Йонгом пенальти. Всего за сезон Иса принял участие в 3 матчах чемпионата, но результативными действиями не отметился. «Катар СК» занял в турнирной таблице предпоследнее 11-е место, но в стыковом матче обыграл «Аль-Муайдар», благодаря чему избежал вылета.

## Карьера в сборной
Выступал за юношеские сборные Катара различных возрастов.
В составе сборной Катара до 19 лет принимал участие в юношеском чемпионате Азии. Паланджи провёл на турнире 4 игры: с ОАЭ (1:2) и Индонезией (6:5) на групповом этапе, Таиландом (7:3) в четвертьфинале и полуфинальном матче с корейцами (1:3). Проиграв в 1/2 финала, сборная Катара стала бронзовым призёром турнира.
В мае 2019 года провёл одну игру на молодёжном чемпионате мира. В матче с Нигерией Иса вышел в стартовом составе и на 55-й минуте уступил место Абдулрашиду Умару. Проиграв все три матча, сборная Катара заняла последнее место в группе.

## Достижения
Сборная Катара (до 19 лет)
- Бронзовый призёр чемпионата Азии (до 19 лет): 2018

## Клубная статистика
| Выступление      | Выступление      | Выступление      | Лига | Лига | Кубки | Кубки | Конт.кубки | Конт.кубки | Итого | Итого |
| Клуб             | Лига             | Сезон            | Игры | Голы | Игры  | Голы  | Игры       | Голы       | Игры  | Голы  |
| ---------------- | ---------------- | ---------------- | ---- | ---- | ----- | ----- | ---------- | ---------- | ----- | ----- |
| Катар СК         | Старс-лига       | 2018/19          | 3    | 0    | 1     | 1     | —          | —          | 4     | 1     |
| Катар СК         | Старс-лига       | 2019/20          | 14   | 0    | 5     | 0     | —          | —          | 19    | 0     |
| Катар СК         | Итого            | Итого            | 17   | 0    | 6     | 1     | 0          | 0          | 23    | 1     |
| Всего за карьеру | Всего за карьеру | Всего за карьеру | 17   | 0    | 6     | 1     | 0          | 0          | 23    | 1     |